# Gradiva
Gradiva é uma editora de Portugal, fundada em 1981. É pioneira na publicação de obras de divulgação científica no país, incluindo livros de autores como Carl Sagan, Stephen Hawking, Richard Dawkins, e Stephen Jay Gould, tendo também publicado Hubert Reeves. 
Posteriormente, desenvolveu a sua área de publicação de obras de ficção (Ian McEwan, David Lodge, Kazuo Ishiguro, Frank Ronan, Robert Wilson), bem como à filosofia, história, política e ciências sociais, quer para académicos,  quer para o público em geral. É a editora das obras completas de António José Saraiva e de Eduardo Lourenço. Outros importantes autores presentes no catálogo Gradiva : Henry Kissinger, Samuel Huntington, Donald Grout, Francis Fukuyama e Umberto Eco.

## Colecções
- Colecção Ciência Aberta (Gradiva)
- Calvin & Hobbes
- Trajectos
- Obras de Ian McEwan
- Obras de Eduardo Lourenço